# Рчеулишвили, Гурам Михайлович
Гурам Михайлович Рчеулишвили (4 июля 1934, Тбилиси — 23 августа 1960, Гагра) — грузинский советский писатель.

## Биография
Окончил Тбилисский Государственный Университет, факультет истории.
Первые рассказы, принесшие ему известность, были опубликованы в журнале «Цискари» в 1957 году. Работал как писатель всего лишь три года. При жизни только 7 рассказов были опубликованы. Первый сборник «Саламура» вышел уже после его смерти, в 1961 году.
Проза Рчеулишвили привлекала своей разнообразностью тематик, стилем, похожим на документальный, красивыми диалогами, точностью пересказа. Его малое литературное наследие (рассказы, новеллы, миниатюры, пьесы) оставили большой след в грузинской прозе.
23 августа 1960 года в возрасте 26 лет Гурам Рчеулишвили трагически погиб в городе Гагра, когда поплыл спасать незнакомую ему русскую девочку, тонущую в море.
Гурама Рчеулившили похоронили в Тбилиси, на Вакийском кладбище.

## Память

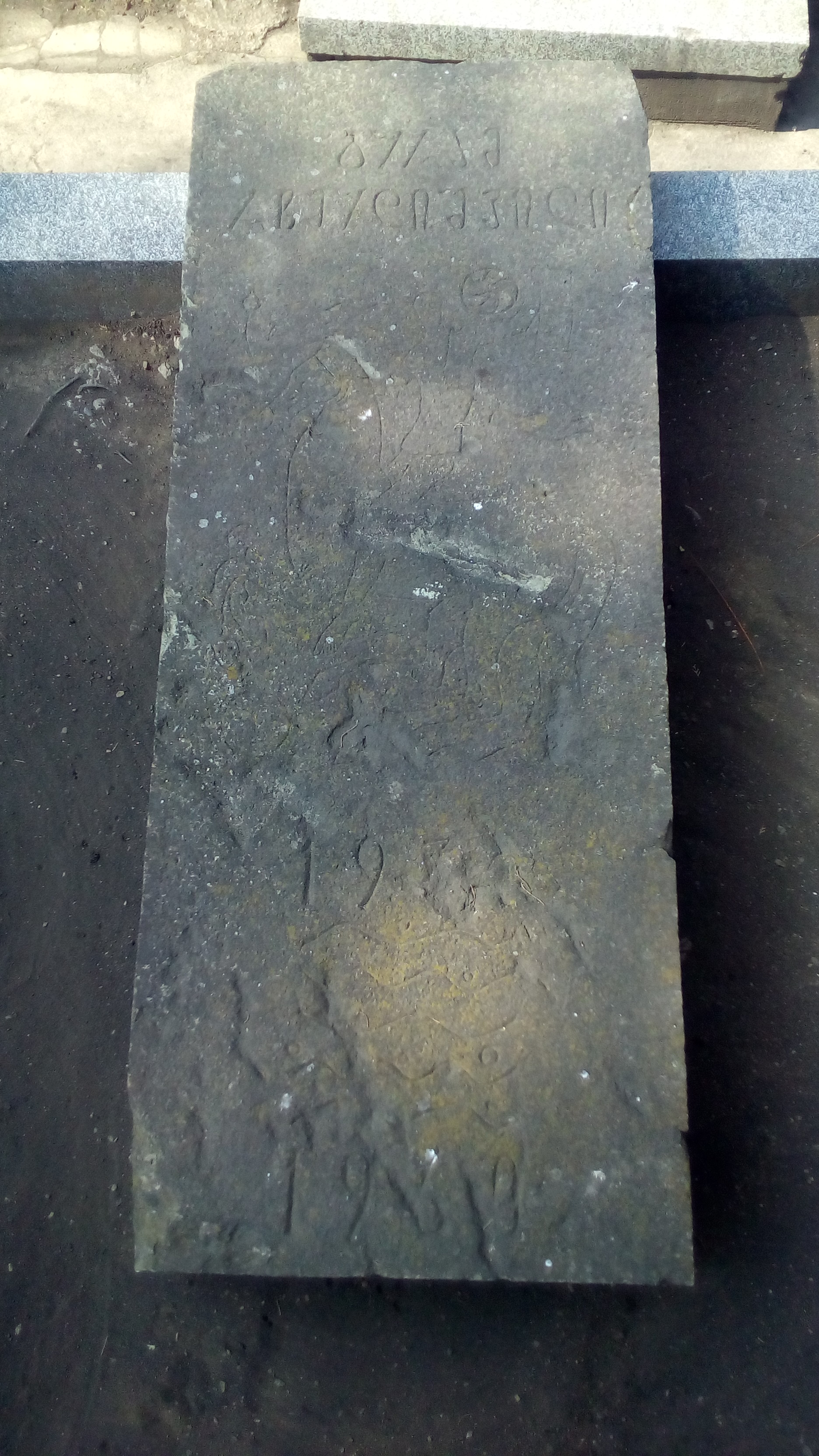
Могила Рчеушвили

Именем Гурама Рчеулившили названа улица в Тбилиси.
Его рассказы переведены на немецкий, венгерский, болгарский, литовский, чешский и русский языки. Нугзар Церетели посвятил ему свои прекрасные книги: «Мне сейчас 26 лет», «Я, Гурам, стою пред вами».

## Экранизации
- 1962 — «Алавердоба», реж. Георгия Шенгелая — по одноимённому рассказу
- 1983 — «Весна проходит», реж. Нодар Манагадзе — по мотивам рассказов и жизни писателя